# Horred
Horred är en tätort i södra delen av Marks kommun och kyrkbyn i Horreds socken. Den är belägen på västra sidan av Viskan, 56 kilometer söder om Borås, 33 kilometer nordöst om Varberg och 30 kilometer öster om Kungsbacka.
Hornån, som avvattnar Stora och Lilla Hornsjön (även Horredsjön) i väster till Viskan i nordost, präglar trakten. 
Riksväg 41 går genom tätortens centrum. Viskadalsbanan har en station i Horred.

## Historia
Horred omnämns 1393, som Hornaryd.

### Befolkningsutveckling
| Befolkningsutvecklingen i Horred 1960–2020 | Befolkningsutvecklingen i Horred 1960–2020 | Befolkningsutvecklingen i Horred 1960–2020 | Befolkningsutvecklingen i Horred 1960–2020 | Befolkningsutvecklingen i Horred 1960–2020 |
| ------------------------------------------ | ------------------------------------------ | ------------------------------------------ | ------------------------------------------ | ------------------------------------------ |
|                                            |                                            |                                            |                                            |                                            |
| År                                         |                                            |                                            | Folkmängd                                  | Areal (ha)                                 |
| 1960                                       | 1960                                       |                                            | 504                                        |                                            |
| 1965                                       | 1965                                       |                                            | 729                                        |                                            |
| 1970                                       | 1970                                       |                                            | 870                                        |                                            |
| 1975                                       | 1975                                       |                                            | 1 125                                      |                                            |
| 1980                                       | 1980                                       |                                            | 1 250                                      |                                            |
| 1990                                       | 1990                                       |                                            | 1 313                                      | 152                                        |
| 1995                                       | 1995                                       |                                            | 1 250                                      | 152                                        |
| 2000                                       | 2000                                       |                                            | 1 230                                      | 152                                        |
| 2005                                       | 2005                                       |                                            | 1 245                                      | 152                                        |
| 2010                                       | 2010                                       |                                            | 1 271                                      | 153                                        |
| 2015                                       | 2015                                       |                                            | 1 203                                      | 156                                        |
| 2020                                       | 2020                                       |                                            | 1 261                                      | 165                                        |
|                                            |                                            |                                            |                                            |                                            |

## Samhället
I Horred finns Horreds kyrka, förskola, familjedaghem och grundskola (F-6). Det finns även en friskola, Leteboskolan, före detta Marks kristna skola, belägen några kilometer utanför tätorten vid väg 1596 Horred-Idala/Kungsbacka. Något längre bort finns Helsjön (även kallad Hällesjö) med Helsjön folkhögskola. 
Tätorten har full service med matbutik, post, bibliotek, distriktsläkare, distriktssköterska, tandläkare och pizzerior. Här finns också däckservice och Bilisten, samt en Ingo-mack med Volvo närservice i nostalgiska lokaler i 1960-talsstil.

## Näringsliv
Horred domineras av två stora möbelfabriker C. S.-Möbelfabrik AB och Horreds Möbel AB. Ett företag med gamla anor är Ekelunds linneväveri, där tre generationer av svenska kungar har handlat: Gustaf V, Gustaf VI Adolf och Carl XVI Gustaf.